# Mercedes-Benz Classe G I
Le Mercedes-Benz Classe G I est un véhicule tout-terrain du constructeur automobile allemand Mercedes-Benz. Il est produit de 1990 à 2018.

## 1990-2018

### 1990

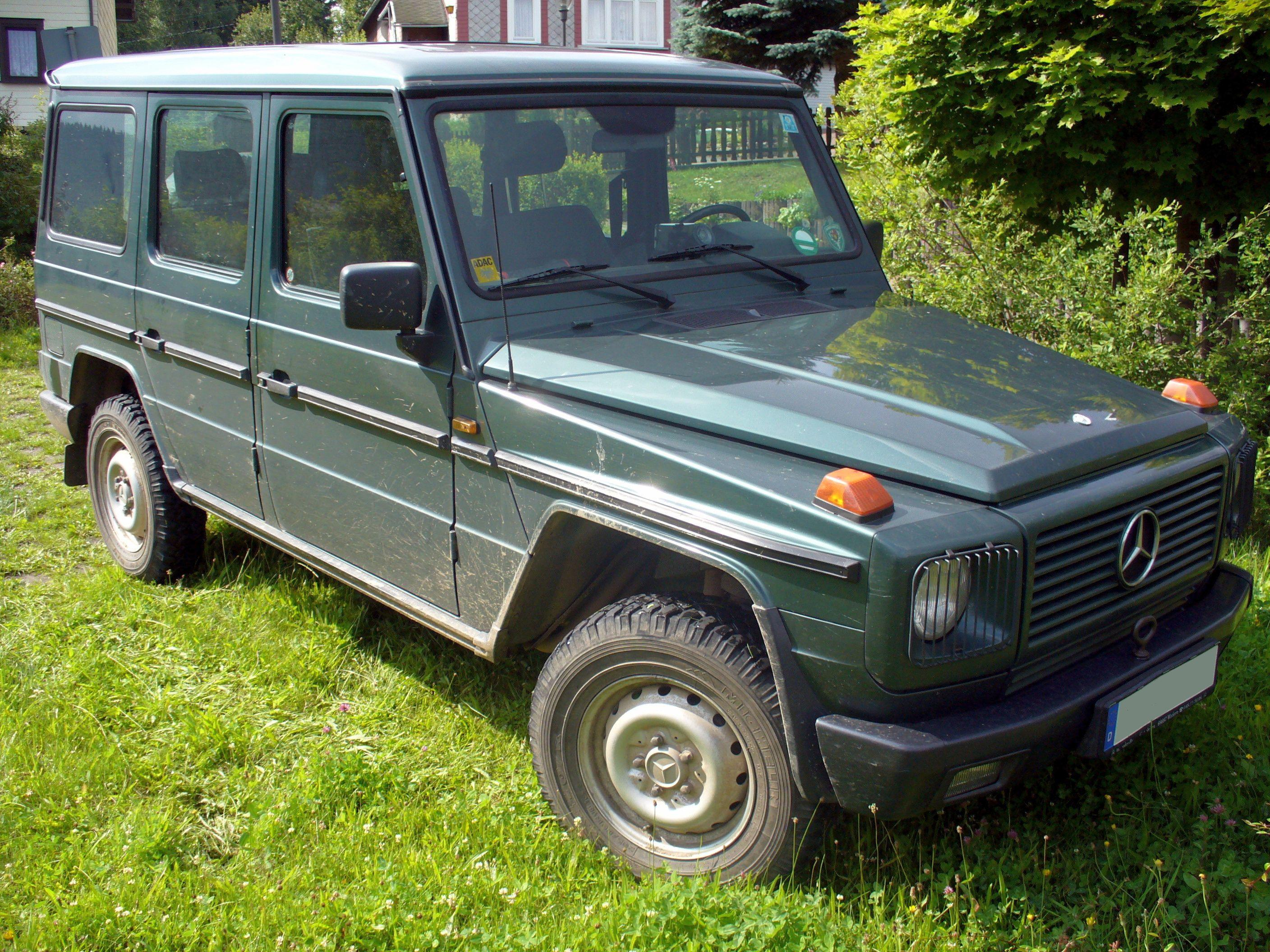
Mercedes-Benz Classe G (W463).

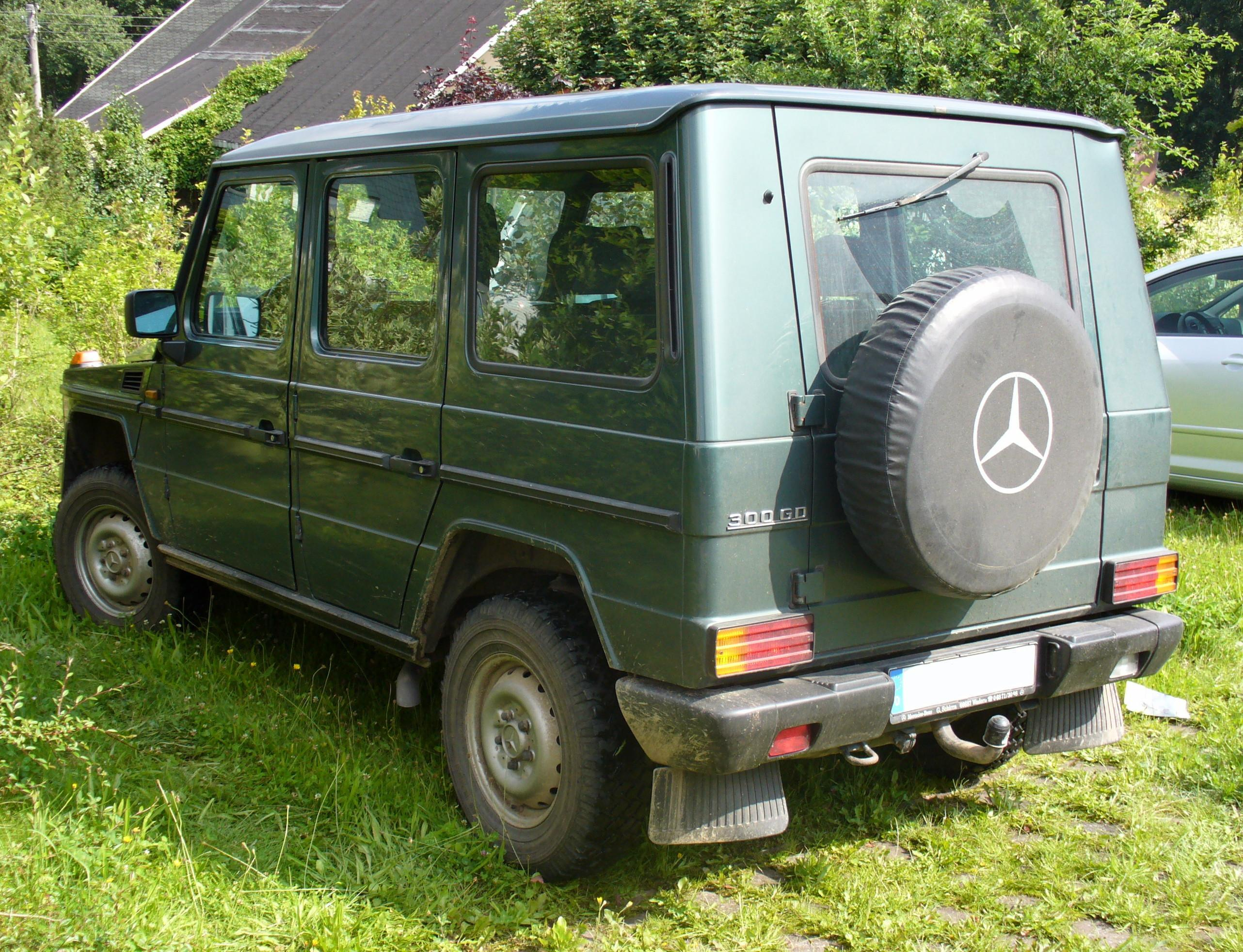
Mercedes-Benz Classe G (W463).

Un premier restylage du Mercedes-Benz Geländewagen, qui à l'occasion devient Classe G, fut introduit en 1990 portant majoritairement sur la face avant. La calandre noire disparaît pour laisser place à une nouvelle résolument plus moderne et grillagée dont les phares s'insèrent dans un carré. Les feux arrière sont modernisés. Le nom de la génération est modifié en W463 à la suite de l'introduction de freins d'antiblocage standards, d'un système de traction intégrale permanent et de différentiels à verrouillage électronique. Alors que les bases de la voiture ont été améliorées, l'intérieur inchangé et légèrement occupé du Classe G a bien reçu une réputation pour sa qualité de tout-terrain. Des reflets en bois apparaissent tandis que le plancher développait une console minutieusement affinée encaissant le bâton de changement et le différentiel qui s'étendaient totalement sur le tableau de bord. En 1995, le Classe G a commencé à utiliser la nouvelle dénomination « MB » et a été encore remanié en 1997 lorsque la gamme de motorisations a été élargie avec l'introduction d'un moteur Diesel de 2,9 L turbocompressé et d'un moteur essence V6 de 3,2 L.

### 2000

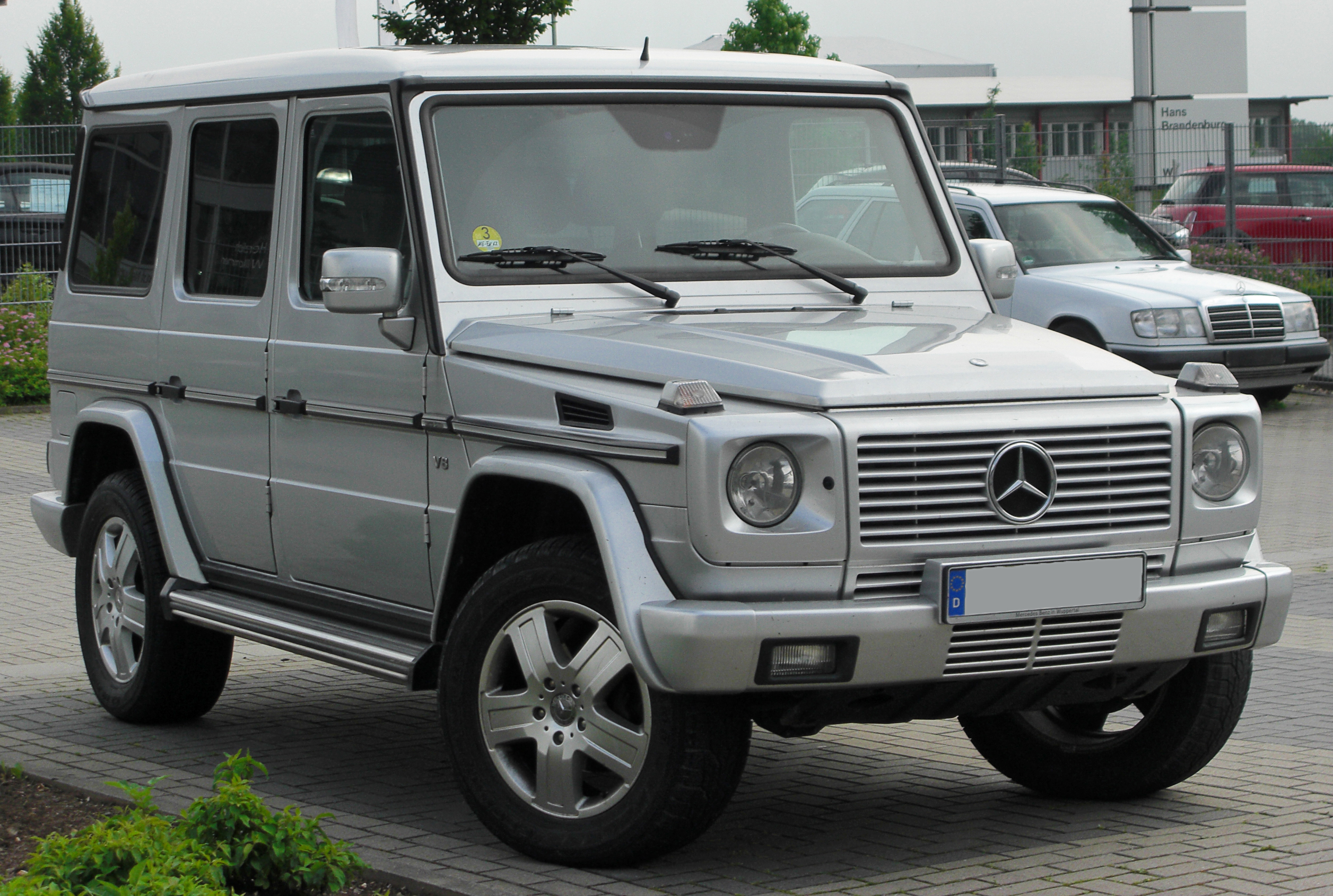
Mercedes-Benz Classe G (W463) de 2000.

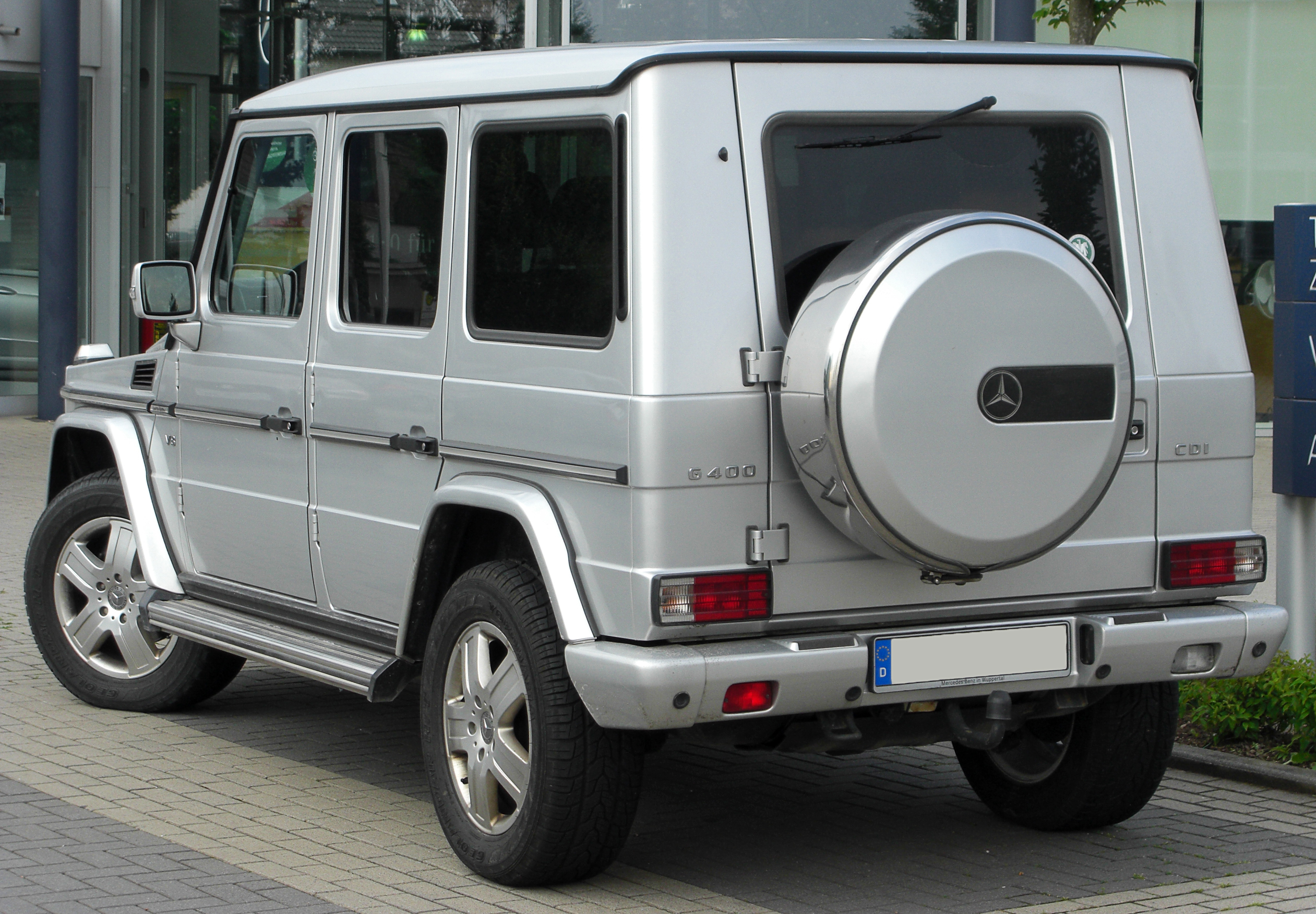
Mercedes-Benz Classe G (W463) de 2000.

En 2000, pour ses 21 ans, la Classe G a une seconde fois été restylé mais toujours basé sur la W463 de 1990. Les clignotants des phares et feux arrière blanchissent. La conception du 4x4 n'a guère changé depuis la création du véhicule en 1979.
Étant resté fidèle à sa nature de tout-terrain, le Classe G est entré au XXIe siècle avec le même aspect et les chiffres de performances exceptionnels. Grand et lourd, il est plus lourd que la plupart des voitures européennes dans son segment et proche de celui des véhicules américains. Cependant, son poids n'est pas une faille, mais plutôt un effet secondaire chanceux d'une bonne ingénierie et l'engagement à fournir une voiture increvable. La carrosserie tôlée est 1/4 plus épaisse que celle de la plupart des SUV d'aujourd'hui alors que la suspension a été appliquée pour correspondre à celle trouvée sur les grandes camionnettes. Les soudures sont presque entièrement réalisées manuellement, ce qui donne au véhicule une résistance supplémentaire. Son châssis robuste et son moteur fiable capable de fonctionner dans les conditions les plus dures ont valu à la voiture une réputation bien méritée.

### 2007

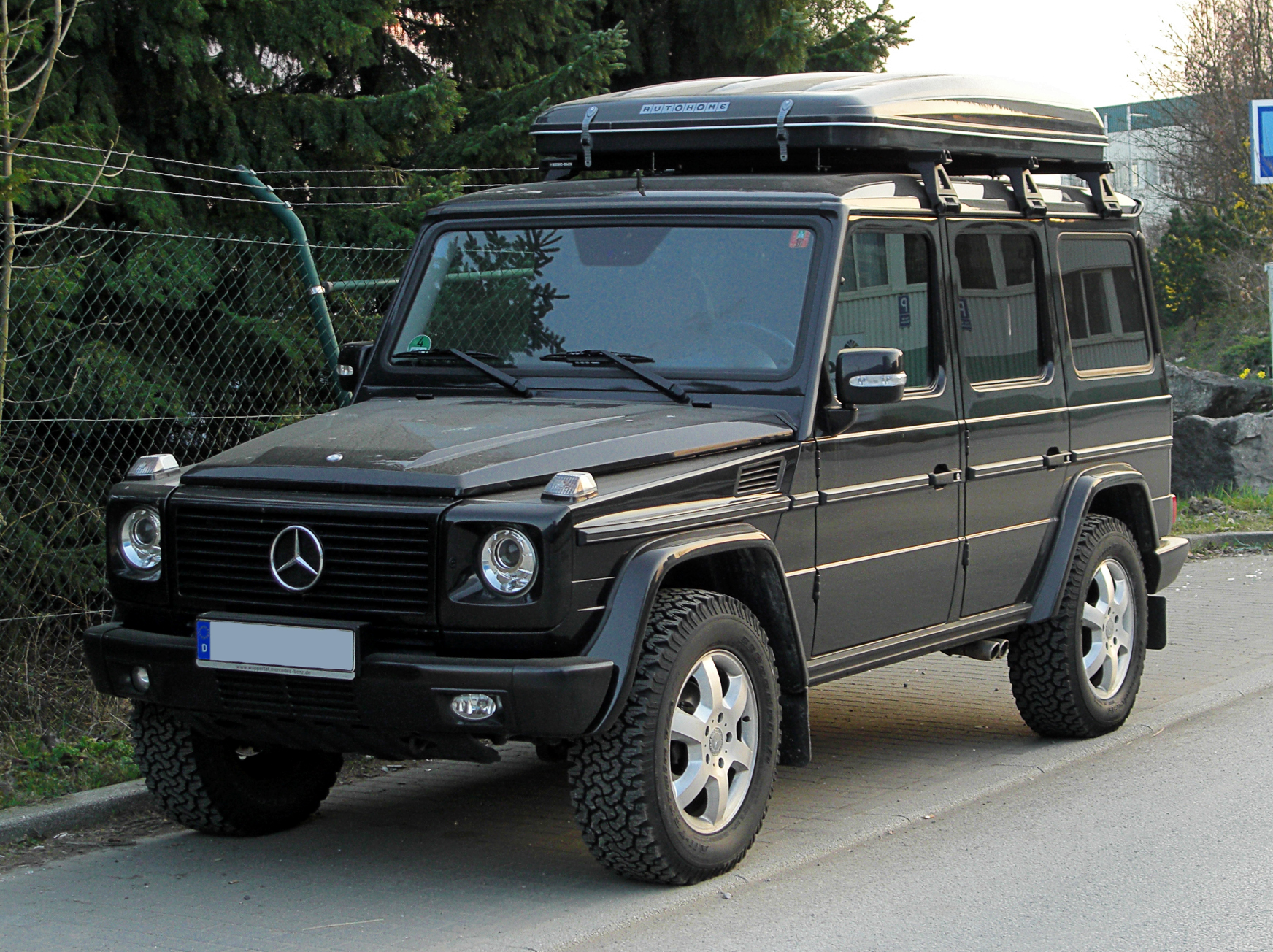
Mercedes-Benz Classe G (W463) de 2007.

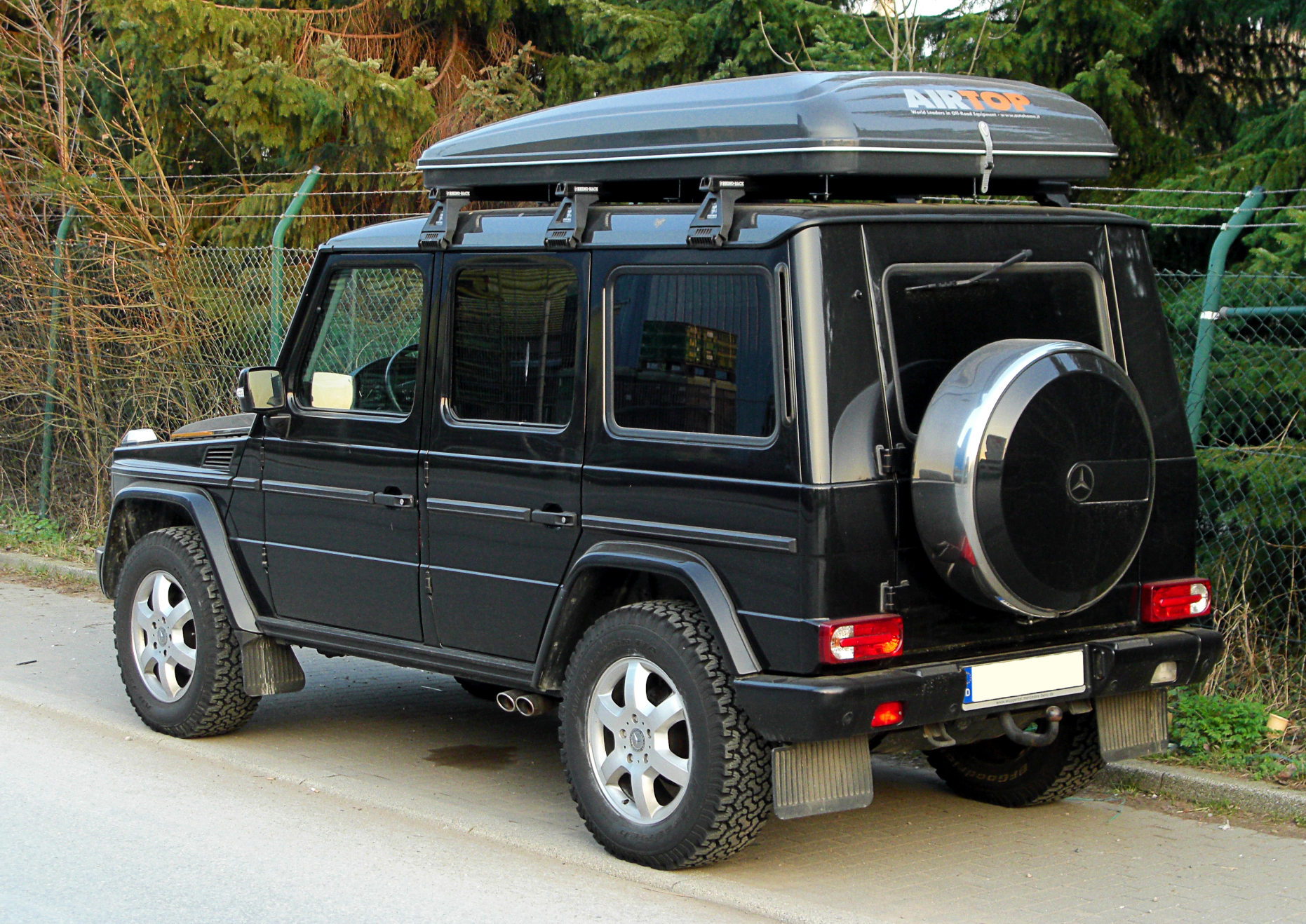
Mercedes-Benz Classe G (W463) de 2007.

En réalité, vieux de 27 ans, le G devrait être remplacé par le Mercedes-Benz Classe GL, une version allongée de sept places du Classe M mais à la suite d'une polémique car ce mythique 4x4 est un succès avec ses lignes anguleuses, Mercedes-Benz continue de prolonger sa carrière en lui donnant un nouveau facelift pour 2007, apportant quelques légères modifications extérieures, avec les phares qui ont reçu un équipement LED, des antibrouillards ronds dans les boucliers carrés et des feux arrière adoptant un look moderne. L'intérieur a toutefois été entièrement révisé avec l'ajout d'un nouveau combiné d'instruments et la console centrale ainsi que divers réglages, comme une prise de courant 12-V qui permet la connexion d'appareils électriques supplémentaires. Les nouveaux ajustements servent à la fois d'améliorations visuelles et pratiques. Les modèles haut de gamme comprennent un système de navigation alimenté par un DVD, une radio et un lecteur de CD. Un volant gainé de cuir a également été ajouté avec un choix pour les accents en bois pour le G500 et le G AMG 55. D'autres options comprennent le rembourrage de cuir Corac, l'échappement de performance, des moniteurs de pression des pneus et une caméra de recul.

### 2009

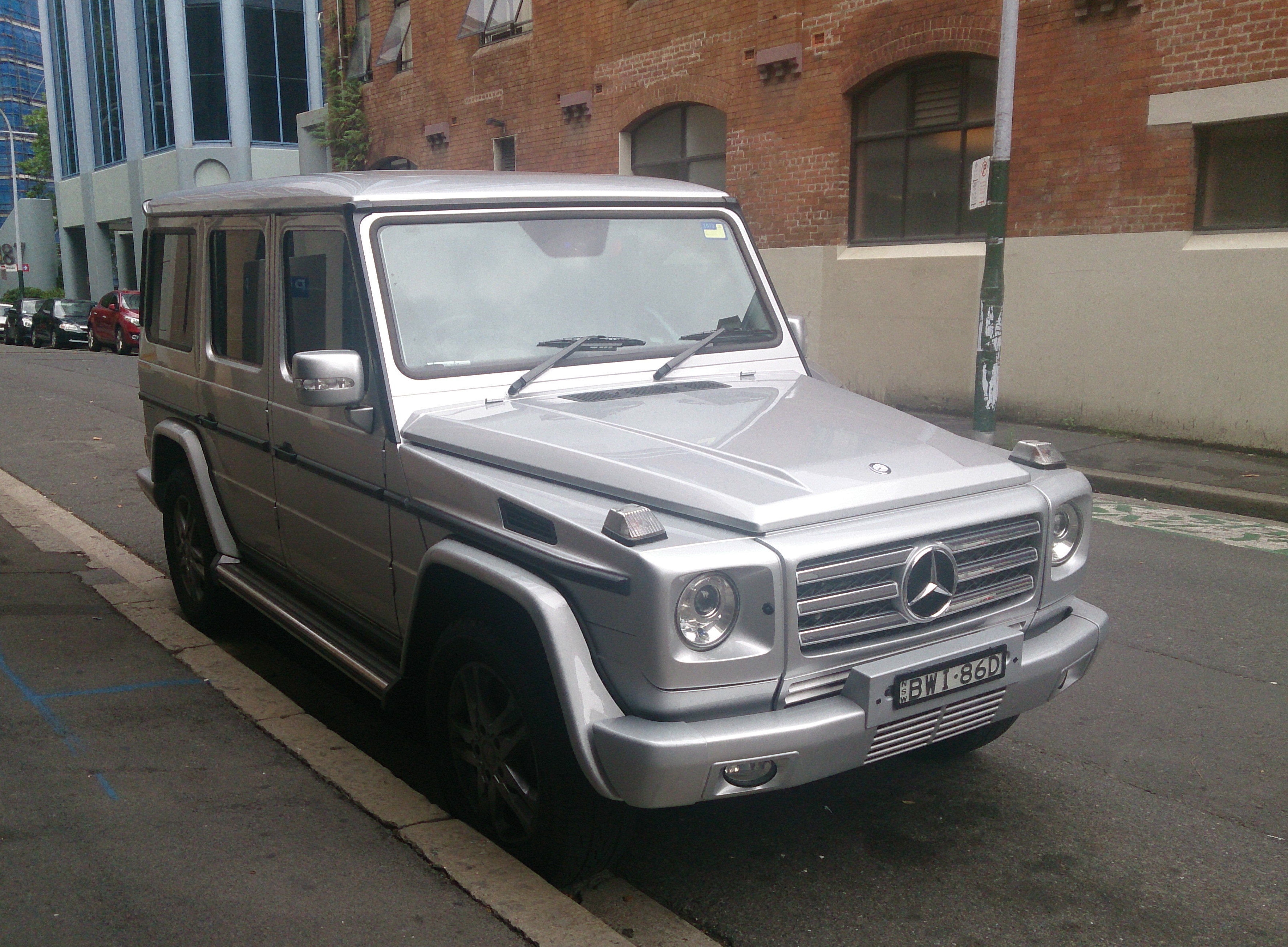
Mercedes-Benz Classe G (W463) de 2009.

La conception du 4x4 a été conservée jusqu'à ce jour avec quelques modifications ayant été faites pour les 30 ans du Classe G. Pour le Classe G crû 2009, l'apparence est seulement légèrement modifiée avec une nouvelle calandre à trois lamelles chromées. Un moteur Diesel V6 à injection et un moteur essence 5,5 L V8 alimentent la voiture tandis que des tonnes de dispositifs garnissent l'intérieur, contrastant avec la garniture en cuir luxueux d'ameublement et des accents en bois. La maniabilité et la stabilité ont été améliorées avec l'ajout d'une boîte automatique à sept rapports avec capacité manuelle ainsi que d'un système de traction électronique, l'ESP et un trio de différentiels à verrouillage électronique.

### 2012

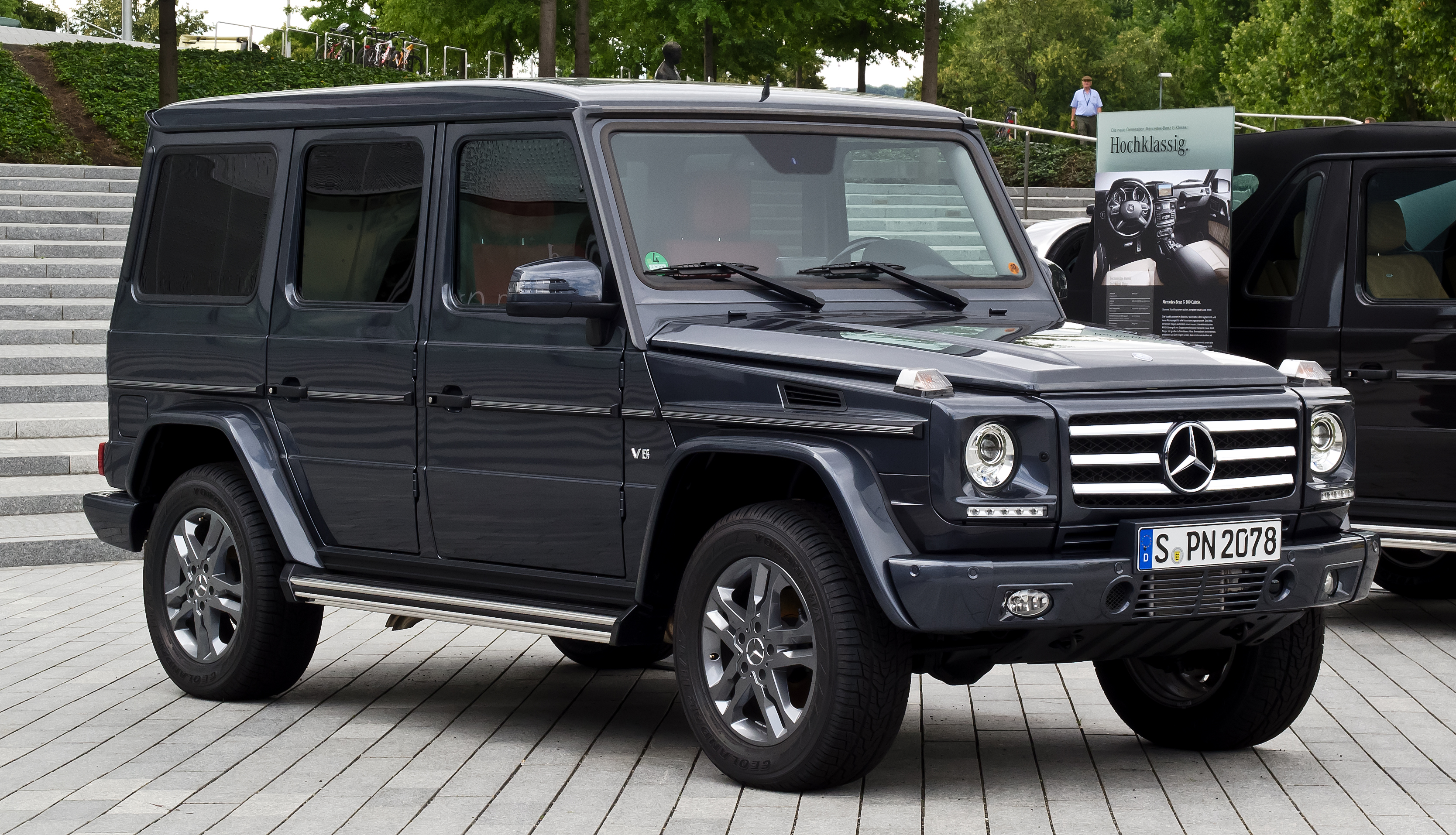
Mercedes-Benz Classe G (W463) de 2012.

En 2012, un cinquième restylage intervient. Il concerne la face avant dont les optiques principaux gagnent une barre de LED en dessous comme feux de jour.
Une version sportive AMG est dotée d'un V8 5,5 L à compresseur, développant 500 chevaux associé à une boîte automatique de cinq rapports (contre sept pour le reste de la gamme). Avec des performances impressionnantes malgré les 2,6 tonnes de l'engin, ce moteur n'est disponible que pour la version cinq-portes et la vitesse maximale est officiellement bridée à 210 km/h. Après, lors d'une réduction de l'offre du Classe G, la version 55 AMG disparaitra en même temps que les déclinaisons trois-portes et cabriolet, remplacées par deux autres versions encore plus puissantes, à savoir le V8 63 AMG et V12 65 AMG.

#### Mercedes Ener-G Force

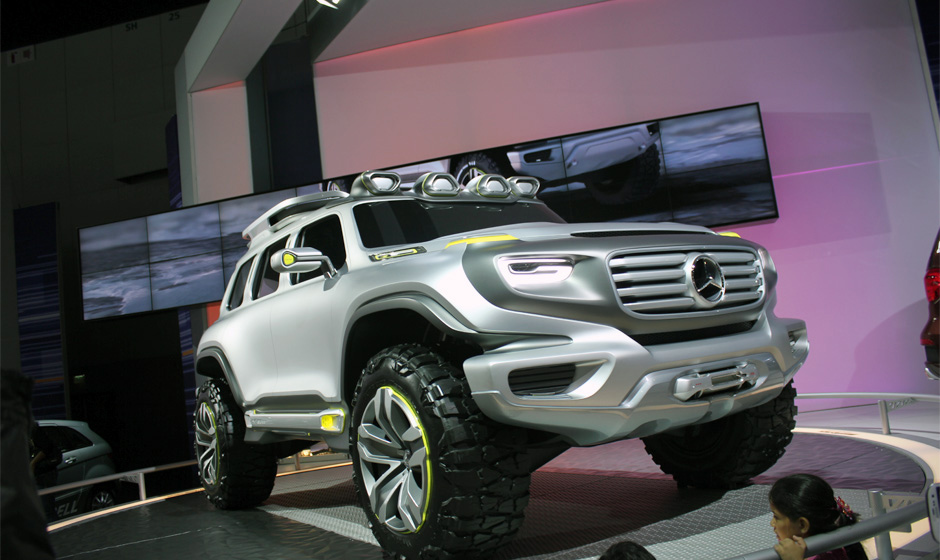
Mercedes-Benz Ener-G Force.

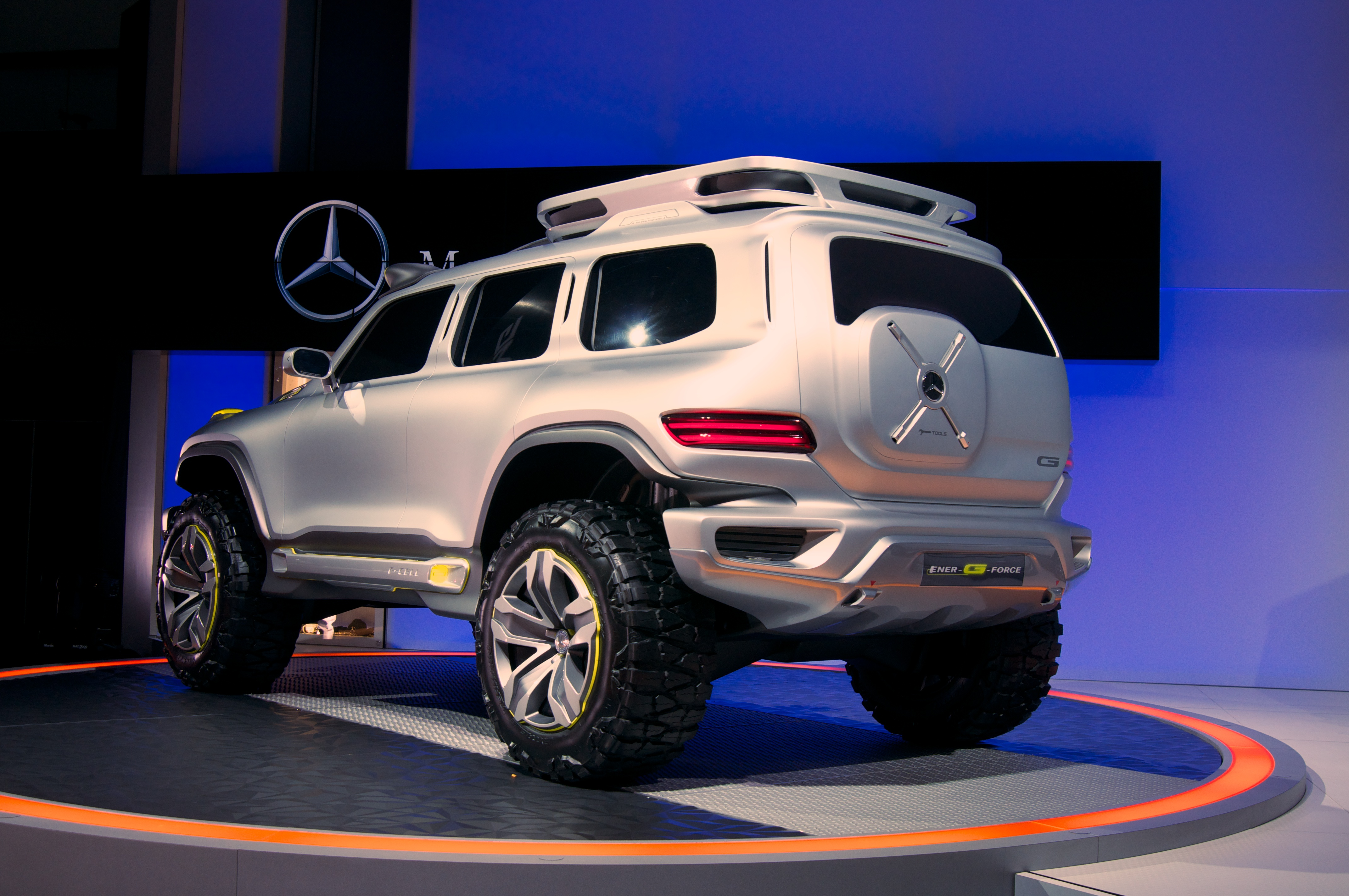
Mercedes-Benz Ener-G Force.

Le Mercedes Ener-G Force est un concept de SUV dévoilé par Mercedes-Benz au salon de Los Angeles 2012. Il possède des grandes roues de 20 pouces, une garde au sol généreuse, des vitres de style meurtrières, un moteur électrique alimenté avec une pile à combustible, et préfigure la future génération du Classe G de 2025 mais aussi le véhicule de police américain de demain. Les projecteurs de phares prennent la forme de la lettre « G » du nom du 4x4 mythique de Mercedes.

### 2015

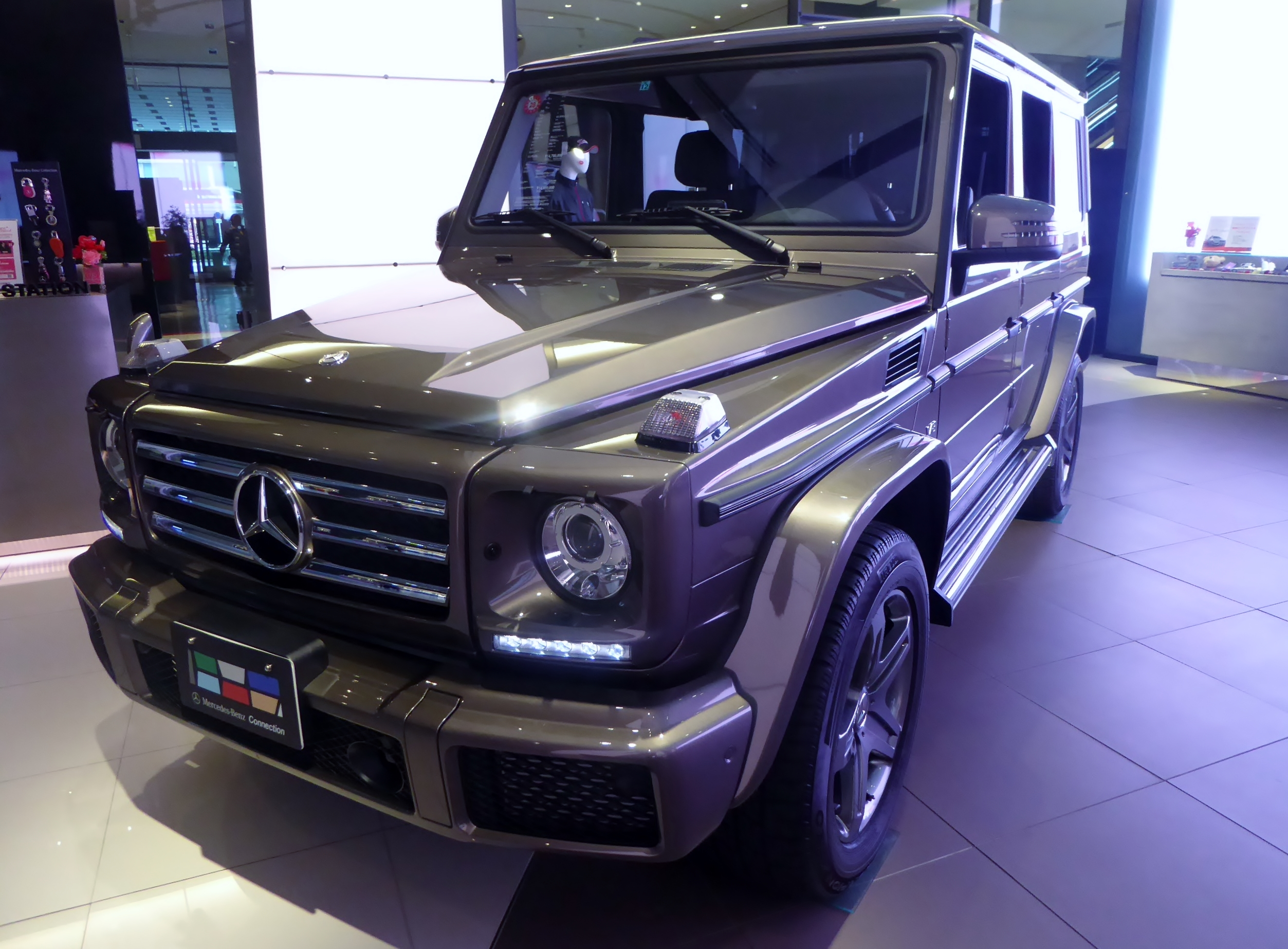
Mercedes-Benz Classe G550 (W463) de 2015.

Un sixième restylage survint en 2015. Le Classe G gagne notamment de nouveaux boucliers, de nouvelles jantes 18 pouces à cinq rayons, et surtout une nouvelle palette de neuf teintes de peintures extérieures métallisées ou « bright » disponible avec l'édition limitée « Crazy color Edition ».
Il reçoit aussi de nouvelles motorisations :
- Les trois moteurs passent en Euro 6 ;
- Le V8 63 AMG passe à 571 ch, 760 Nm ;
- Le V12 65 AMG passe à 630 ch, 1 000 Nm ;
- Côté Diesel, le V6 3.0 passe à 245 ch avec 600 Nm de couple.

En 2016, la vitesse maximale peut être relevée à 230 km/h (bridée à l'origine à 210) en option sur Mercedes AMG G 63 (et G AMG Edition 463) et de série sur Mercedes AMG G 65 (et G AMG 65 Edition 463). Il est doté également d'une boîte automatique à sept rapports appelée « 7G-Tronic » dont la loi de passage des vitesses en mode séquentiel est manuel. Toutes les versions sont équipées d'une suspension à essieu rigide à l'avant et à l'arrière, un antipatinage, un système de stabilité, un dispositif à quatre roues motrices permanentes et trois blocages de différentiels (avant, central, arrière).
En 2017, est sorti d'usine le 300 000e exemplaire.
Aujourd'hui[Quand ?], Mercedes signe tristement la fin de son G Wagon. Une édition finale « particulièrement expressive [qui] reflète la succes-story du tout-terrain de série le plus puissant au monde ». C'est avec ces mots que Mercedes-AMG a dévoilé la Final Edition du Mercedes-AMG G65. Le groupe automobile a annoncé qu'il cesserait la fabrication de ce tout-terrain musclé. L'occasion pour Mercedes-AMG de produire une série limitée à 65 exemplaires seulement.

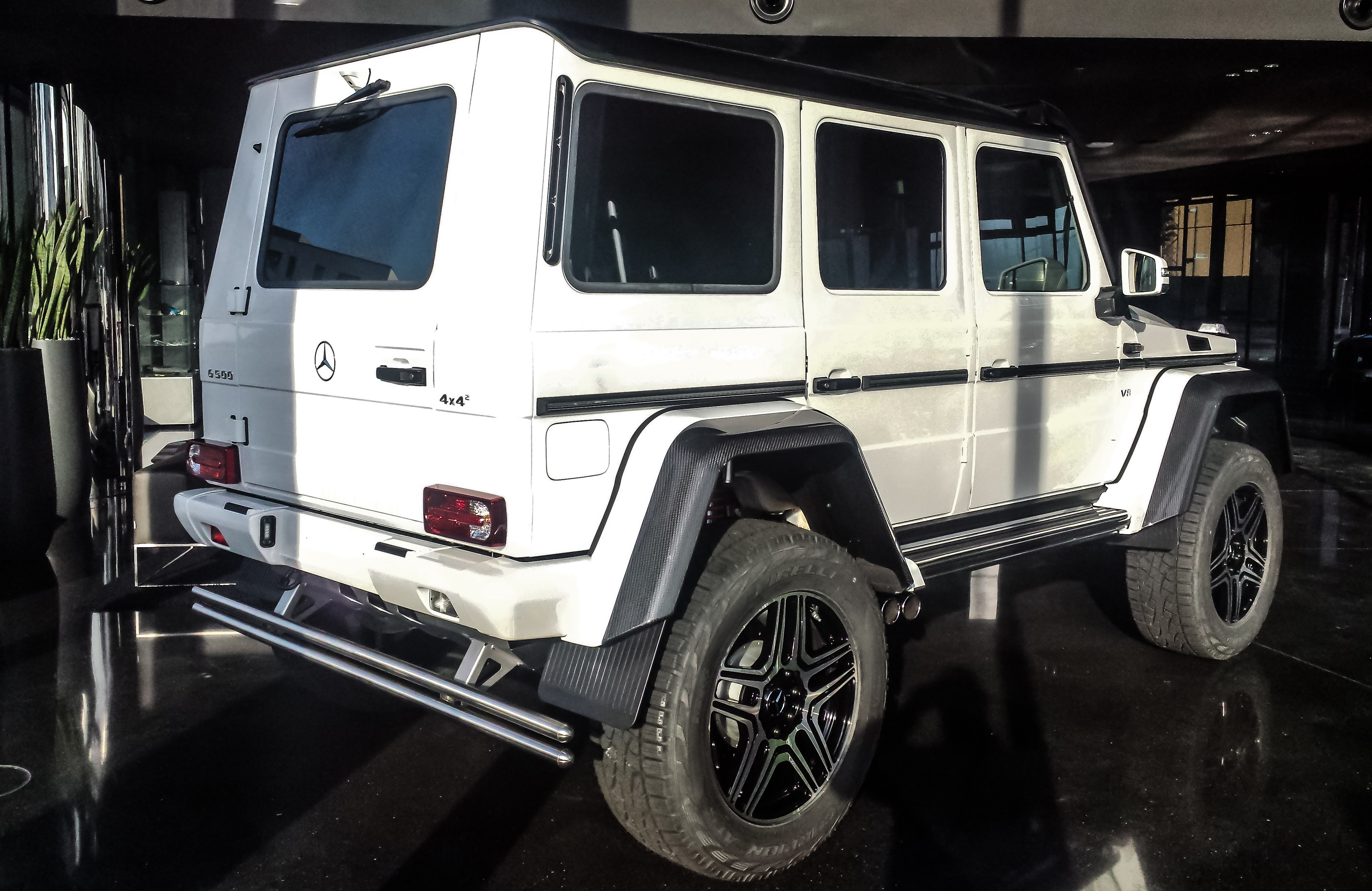
Mercedes-Benz G500 4x4².

#### G500 4x4²

##### G500 4x4² Brabus
Le préparateur allemand Brabus a dévoilé au salon de l'automobile de Francfort 2015 sa version du G500 4x4². La puissance du véhicule est augmentée de 78 ch (soit 500 ch) et son couple de 100 Nm (soit 710 Nm). Il va de 0 à 100 km/h en 6,9 secondes pour une vitesse maximale bridée de 210 km/h. Il dispose par ailleurs d'une sortie d'échappement en acier inoxydable de type Sport, d'éléments de carrosserie en fibre de carbone et de marchepieds rétractables électroniquement. Enfin, son intérieur est garni d'une sellerie en cuir surpiquée de rouge vif ainsi que d'un ciel de pavillon entièrement habillé d'Alcantara.

#### G650 Landaulet (Maybach)
Mercedes-Benz dévoile au salon de Genève 2017 une déclinaison de son Classe G, le G650 Landaulet fabriqué par Maybach en version cabriolet. Elle reprend le V12 6,0 L du G500 4x4² sauf qu'il développe 630 ch avec une valeur de couple de 1 000 Nm.

## Succession

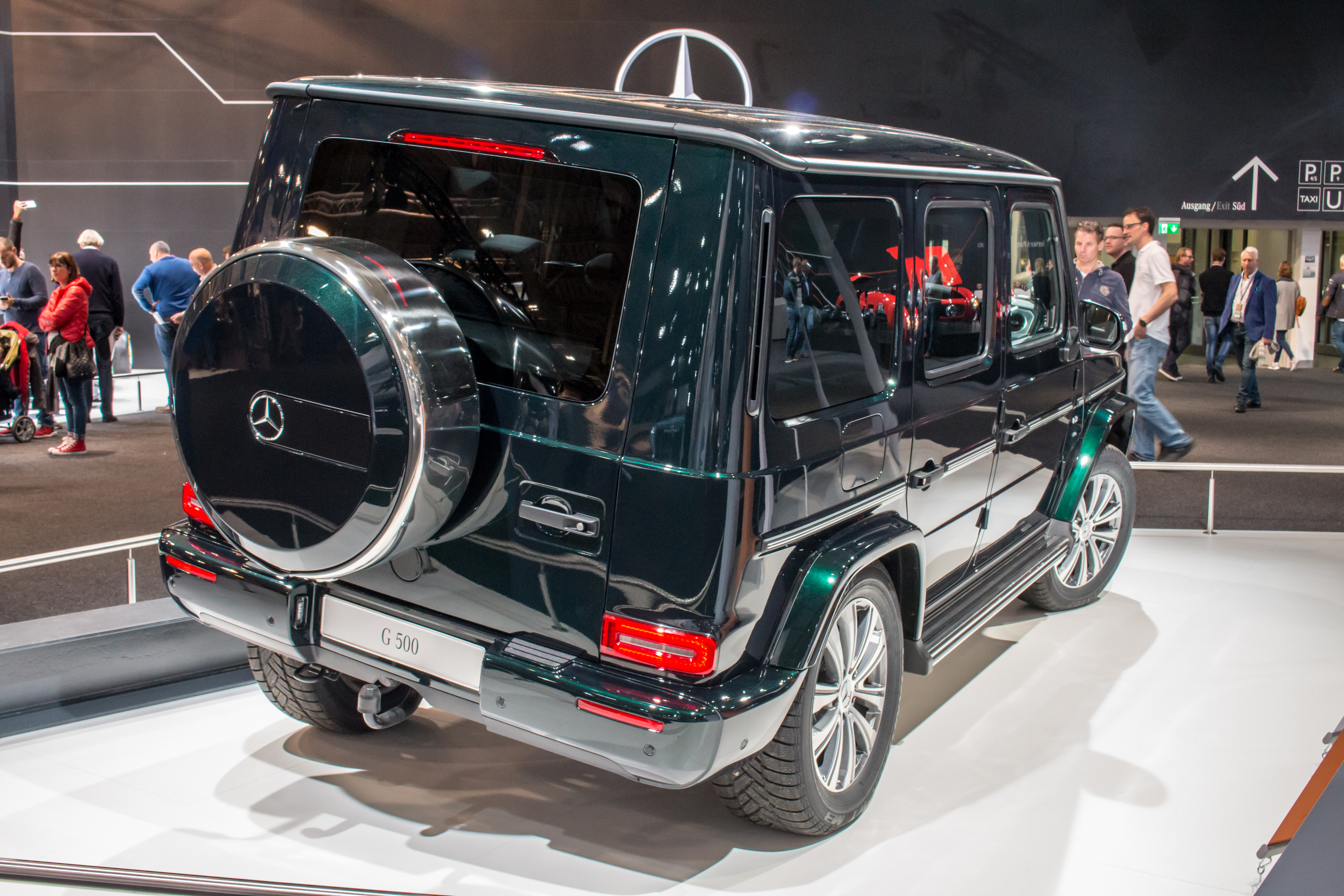
Mercedes-Benz Classe G II (W463).

La seconde génération du Mercedes-Benz Classe G est dévoilée au salon de Détroit 2018. Elle s'allège de plus en plus par rapport à l'ancien opus, avec une garde au sol de 22 cm, mais quitte la structure en acier au profit de l'aluminium qui lui fait perdre 300 kilos, afin qu'elle soit plus stable et adaptée pour rouler sur la route. Elle reçoit pour la première fois une direction à assistance électrique, des suspensions avant indépendantes et à l'intérieur, deux écrans larges juxtaposés devant la planche de bord inspirés des Classe E et S. Le Classe G II conserve ses lignes anguleuses mais elles s'adoucissent au niveau des découpes de portes, des panneaux de carrosserie puis du capot qui sont plus arrondis, plus fins. Il est ensuite présenté au salon de Genève 2018 et lancé en mai 2018.

## Motorisations
Anciens moteurs du classe G (liste non exhaustive) :
Diesel
- 240 GD : 2,4 L, 4 cylindres en ligne, 72 ch
- 300 GD : 3,0 L, 5 cylindres en ligne, 88 ch
- 250 GD : 2,5 L, 5 cylindres en ligne, 90 ch
- 300 GD : 3,0 L, 6 cylindres en ligne, 113 ch
- 290 GD : 2,9 L, 5 cylindres en ligne, 95 ch
- 290 TD : 2,9 L, 5 cylindres en ligne, 129 ch
- 350 TD : 3,5 L, 6 cylindres en ligne, 136 ch
- 300 TD : 3,0 L, 6 cylindres en ligne, 177 ch
- 270 CDI : 2,7 L, 5 cylindres en ligne, 156 ch
- 400 CDI : 4,0 L, V8, 250 ch
- 320 CDI : 3,0 L, V6, 224 ch ; rebadgé en 2009 G 350 CDI
- 350 CDI : 3,0 L, V6, 211/245 ch (depuis 2015)

Essence
- 230 GE : 2,3 L, 4 cylindres en ligne, 105 ch
- 280 GE : 2,8 L, 6 cylindres en ligne, 156 ch
- 300 GE : 3,0 L, 6 cylindres en ligne, 170 ch
- G 320 : 3,2 L, V6, 218 ch
- 500 GE : 5,0 L, V8, 240 ch
- G 500 : 5,0 L, V8, 296 ch
- G 500 : 5,5 L, V8, 387 ch
- G 500 : 4,0 L, V8, 422 ch
- G 36 AMG : 3,6 L, 6 cylindres en ligne, 272 ch, produit avant la fusion de Mercedes-Benz et AMG[5].
- G 55 AMG : 5,5 L, V8 atmosphérique, 347 ch, puis ce même V8 avec un compresseur, depuis 2005, 476 ch puis 500 ch et 507 ch.
- G 63 AMG : 5,5 L, V8 bi-turbo, 544/571 ch (depuis 2015)
- G 65 AMG : 6,0 L, V12 bi-turbo, 612/630 ch (depuis 2015)

Moteurs et boîtes de vitesses sont de conception Daimler-Benz, tandis que la boîte de transfert à deux rapports (permettant de doubler les vitesses routières d’une gamme courte) a été conçue chez Steyr-Puch. Des boîtes de vitesses ZF ont aussi été montées.

## Consommation et aspects écologiques
Le Classe G est un véhicule très apprécié de certains urbains, malgré une consommation record qui lui fait émettre plus de 400 grammes de CO2 par kilomètre parcouru (modèle Brabus V12 avec 482 g/km), soit plus de 80 tonnes par véhicule en fin de vie. En conséquence, plusieurs associations écologistes (Agir pour l'environnement, Réseau Action Climat et Transport et Environment) ont remis à Mercedes l'anti-Prix Tuvalu, pour dénoncer la commercialisation et l'incitation à utiliser en ville des véhicules aussi polluants.